# Magda Danysz
Cet article possède un paronyme, voir Danis.
Magda Danysz, née le 2 septembre 1974 à Paris, est une galeriste française d'art contemporain, spécialiste notamment d'art numérique, de vidéo, de photographies, d'art urbain (street art, graffiti, etc..) et de l'art contemporain chinois. Elle dirige plusieurs galeries basées à Paris, Shanghai et Londres.

## Biographie
Issue d'une famille d'origine polonaise, née en 1974 à Paris, fille d'une artiste et d'un scientifique, elle étudie en classes préparatoires littéraires et à l'ESSEC.
Elle devient galeriste à 17 ans, en fondant la galerie Danysz en 1991, rue Keller dans le 11e arrondissement de Paris, avec Jonone.
La galerie déménage, en 1999, dans le 13e arrondissement, au 19 rue Emile Durkheim, avec Shepard Fairey et Mark Ryden, et à nouveau en 2007, au 78 rue Amelot, dans un ancien atelier de 500 m2. En 2008, Danysz ouvre une galerie à Shanghai, dans le quartier du Bund,
Spécialiste d’art numérique, de vidéo, de photographie, d'art urbain ( le street art, le graffiti,...) peu représenté dans le milieu de l'art contemporain et d'art contemporain chinois, Danysz est commissaire d’exposition pour le Power Station of Art Museum de Shanghai ; le Centquatre et le musée Guimet, à Paris ; la Voelklinger Huette, en Allemagne. En 2016, elle présente la première exposition muséale sur le Street Art en Chine au CAFA art museum, qui est également présentée en France à la Condition Publique en mars 2017[réf. souhaitée].
Elle publie From style writing to art chez Drago en novembre 2009 et L'Anthologie du Street Art chez Gallimard, traduit en espagnol et en anglais. Danysz exerce en parallèle de son activité de galeriste en tant que vice-présidente du Fashion Group Paris et maîtresse de conférence en Économie et Politique de la Culture, à l'Institut d'études politiques de Paris. De 2001 à 2012, elle est membre du conseil d'administration du Cube (espace culturel numérique à Issy-les-Moulineaux). En 2009, Danysz est nommée Young Leader par la French-American Foundation, et en 2013, elle fait partie des Young Leaders de la Fondation France-China[réf. souhaitée].
Élevée au rang de chevalier des Arts et des Lettres en 2006, elle participe aux foires d'art de Bruxelles, Hong-Kong, New York et Miami. Elle dirige aussi la Villa Molitor. En 2021, elle co-fonde la société Artcare qui vise à déployer les technologies de Web3 et de la blockchain auprès des acteurs et actrices du milieu de l'art.
En 2022, elle est commissaire de l'exposition Urbain.es qui interroge le travail de rue de 27 artistes femmes et la façon dont elles prennent leur place dans l'espace public, ainsi que leur représentation des femmes,.
Magda Danysz représente des artistes pluridisciplinaires, de la scène internationales et en particulier les jeunes artistes, et les possibilités offertes par les NFT pour ces artistes.

## Publications
- Collectif sous la direction de Magda Danysz, Capitale(s) : 60 ans d'art urbain à Paris,  Gallimard, coll. « Alternatives », 2022, 240 p. (ISBN 978-2-07-299793-8, présentation en ligne)
- Magda Danysz (auteur), Anthologie du street art,  Éditions Alternatives, coll. « Arts Urbains », 2022, 280 p. (ISBN 978 207299 563 7, présentation en ligne)
- Magda Danysz (auteur), Anthologie du street art,  Éditions Alternatives, 2015, 288 p. (ISBN 978 207261 954 0, présentation en ligne)
- (fr + en) Magda Danysz (auteur), Les Bains, résidence d’artistes, Drago , 2013, 192 p. (ISBN 978-8888493978, présentation en ligne)
- Céline Neveux (auteur), Magda Danysz (auteur) et Valériane Mondot (auteur), Au-delà du Street Art, Critères , 2013, 96 p. (ISBN 978-2-917829-75-2, présentation en ligne)
- (en) Magda Danysz (auteur) et Marie Noelle Dana (auteur), From Style Writing to Art : A Street Art Anthology, Drago , 2011, 440 p. (ISBN 978-88-88493-66-4)

## Distinctions
- Chevalier de l'ordre des Arts et des Lettres (2006)[9]
- Officier de l'ordre des Arts et des Lettres (2022)[15]